# Tatort: Ohne Beweise
Ohne Beweise ist ein Fernsehfilm aus der Krimireihe Tatort. Die Folge wurde vom Südwestrundfunk unter der Regie von Jürgen Bretzinger produziert und erstmals am 28. August 2005 im Deutschen Fernsehen ausgestrahlt. Es ist die 606. Folge des Tatorts und 35. Episode mit der Ludwigshafener Ermittlerin Lena Odenthal (Ulrike Folkerts). Für ihren Kollegen Mario Kopper (Andreas Hoppe) ist es der 26. Fall.
Ein unter den Verdacht des Totschlags geratener ehemaliger LKA-Ermittler entführt Kommissarin Lena Odenthal und flieht mit ihr vor seinen Verfolgern.

## Handlung
Der ehemalige LKA-Beamte Luis Münchau ermittelt seit seiner Entlassung wegen eines Dienstvergehens weiter privat gegen eine Organisation von Schutzgelderpressern. Bei einer dieser Aktionen gerät er in eine Schießerei, bei der ein Mann angeschossen wird und später seinen Verletzungen erliegt. Da Münchau dafür verantwortlich gemacht wird, soll er verhaftet werden. Bei seiner Flucht nimmt er bewusst die Kommissarin Lena Odenthal als Geisel. Er hofft durch diese Aktion seiner Spur zu den Hintermännern der Schutzgeldmafia weiter folgen zu können, denn er ist seinem Ziel bereits sehr nahegekommen und will dies auf keinen Fall gefährden. Dieser übertriebene Ehrgeiz nach Gerechtigkeit, hat ihm jedoch schon seine Arbeitsstelle gekostet, da er nach einem Verhör  verbotenerweise Gewalt angewendet hatte. Nun wird er auch noch des Mordes bezichtigt.
Kopper versucht mithilfe von Ermittler Dirk Hofmann vom LKA seiner Kollegin zu helfen, die von Münchau quer durch Ludwigshafen getrieben wird. Lena gibt der Polizei stets kleine Hinweise wie bei einer „Schnitzeljagd“, sogar ihr eingeschaltetes Handy kann sie unbemerkt ablegen. Dennoch sind die Flüchtigen ihren Verfolgern immer noch einen Schritt voraus.
Kopper gelingt es Münchaus Sekretärin, Christiane Weiß, aufzuspüren. Von ihr erfährt er die Arbeitsweise der modernen Schutzgelderpressung, bei der nicht mehr nur Bodyguards das Geld abkassieren, sondern die kleinen Unternehmer gezwungen werden, Verträge mit anderen Firmen einzugehen und von denen regelmäßig zu überhöhten Preisen die Waren beziehen müssen. Die Schutzgeld-Mafia von heute tritt als eigenständige Firma auf und hat ihre Verbindungen bis hin zur Polizei. Dieses Loch in den eigenen Reihen wollte Münchau aufdecken und wird seitdem von seinen Ex-Kollegen gejagt.
Münchau vertraut sich auf seiner Flucht Odenthal an, sodass auch sie seine Motive verstehen kann. Sie erfährt, dass er den Hintermännern bedrohlich nahegekommen war und kurz darauf seine Frau angeblich durch Suizid starb, indem sie aus dem Fenster sprang. Seiner Meinung nach wurde sie aber gestoßen, was er bis jetzt noch nicht beweisen konnte. Seit seiner Entlassung wurde ihm auch das Sorgerecht für seinen Sohn entzogen, der nun bei seiner Tante lebt. Daher ist Münchau fest entschlossen, seine Jagd zu Ende zu bringen. Der Mann, den er getötet haben soll, war ein Informant, der ihm wichtige Beweise gegen die Schutzgeld-Mafia überbringen wollte und lediglich einen Streifschuss am Arm hatte. Seiner Meinung nach hat jemand dem Tod des Mannes nachgeholfen, um Münchau den Mord anzuhängen. Odenthal gewinnt den Eindruck, dass Münchau die Wahrheit sagt und beginnt mit ihm zusammenzuarbeiten. Sie greift zu einer List und ruft Kopper an, damit er im Polizeipräsidium die Nachricht verbreitet, dass Münchau Beweise gegen die Mafia hat und eine Spur zu dem Maulwurf in den Reihen der Behörden. Damit will Odenthal den oder die Schuldigen aus der Reserve locken. Zusätzlich inszeniert sie von Münchau erschossen worden zu sein, als sie ihm die angeblichen Beweise entreißen wollte.
Münchau ruft nun den Staatsanwalt Dr. Philip Urbat an, um ihn zum Schein zu erpressen. Am vereinbarten Treffpunkt will der Staatsanwalt Münchau von seinem Verbündeten, dem Polizisten Heinze, aus dem Hinterhalt erschießen lassen. Odenthal kommt dem jedoch zuvor und setzt Heinze außer Gefecht. Zu ihrem Pech hat sie dafür keine weiteren Zeugen und so stehen ihre Anschuldigungen gegen den Staatsanwalt ohne Beweise da. Odenthal hofft die Unterlagen des Informanten in seinem Auto zu finden und kommt gerade zur rechten Zeit, als Polizist Marc Stüsser die Unterlagen heimlich an sich nehmen will.
So gelingt es die Schutzgeld-Mafia und ihre Hintermänner aufzudecken und Münchau zu rehabilitieren.

## Rezeption

### Einschaltquote
Bei ihrer Erstausstrahlung in Deutschland am 28. August 2005 sahen 8,49 Millionen Zuschauer die Folge Ohne Beweise, was einem Marktanteil von 27,10 Prozent entsprach.

### Kritik
Die Kritiker der Fernsehzeitschrift TV Spielfilm geben für diesen Tatort den Daumen nur gerade und meinen, dieser Tatort zeigt nur eine „Schwächelnde Handlung mit hölzernen Dialogen“ und er wäre dieses „mal recht vordergründig“.